# فرانكلين بيريز
فرانكلين بيريز (بالإسبانية: Franklin Eduardo Pérez Montoya)‏ هو لاعب كرة قاعدة فنزويلي، ولد في 6 ديسمبر 1997 في بلنسية في فنزويلا.

## وصلات خارجية
- فرانكلين بيريز على موقع دوري كرة القاعدة الرئيسي (الإنجليزية)
- فرانكلين بيريز على موقعبيزبول رفرنس.كوم (الدوري الثانوي) (الإنجليزية)
- فرانكلين بيريز على موقع إي إس بي إن.كوم (أم.أل.بي) (الإنجليزية)